# Ostindiska kompaniets corps-de-logi

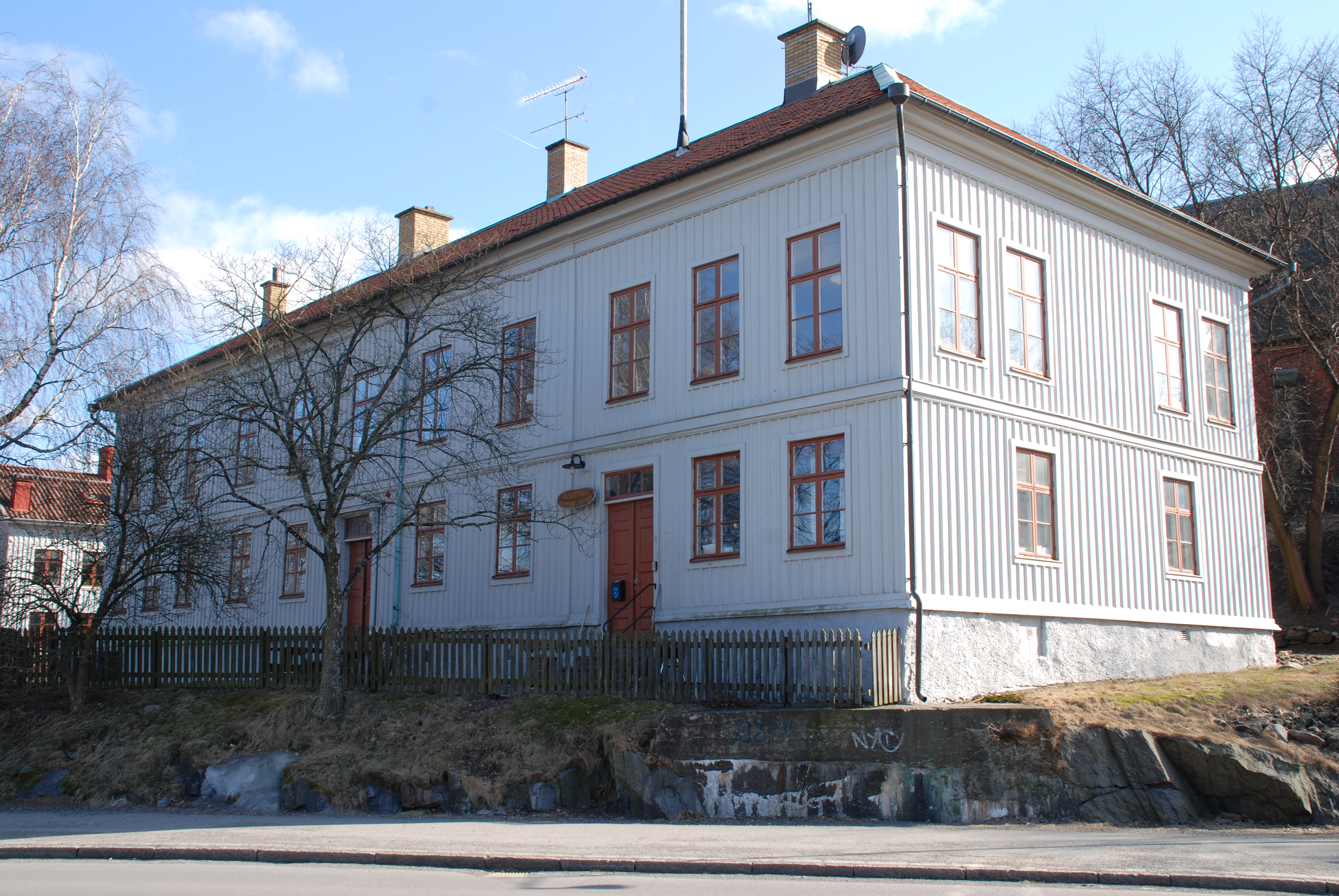
Ostindiska kompaniets corps-de-logi i Klippan.

Ostindiska kompaniets corps-de-logi är en byggnad i Klippans kulturreservat i stadsdelen Majorna i Göteborg, med adress Klippan 6. Den var huvudbyggnad i det byggnadskomplex, som Svenska Ostindiska Companiet disponerade vid sin hemmahamn vid Göta älv, tre kilometer väster om det dåtida Göteborg. Byggnaden uppfördes år 1792 och tillhörde därmed kompaniets avslutande period.
Byggnaden, i två våningar, uppfördes i furu- och grantimmer, och var målad med vit oljefärg. Nedervåningen inrymde fyra rum, två magasin, vistehus och förstuga, medan övervåningen var en större bostadslägenhet med åtta boningsrum, ett kök, två skafferier och en förstuga. Rummen på övervåningen hade tapeter av duk med påklistrat och målat papper, tak av gips och var försedda med kakelugnar. Även rummen i nedervåningen hade kakelugnar.
Den välvda källaren, som är bevarad i ursprungligt skick, går upp i första våningen. I taket finns stora upphängningskrokar, i vilka ox- och svinkroppar hängdes innan de fördes ombord på skeppen. Magasinets fönster är täckt med blindfönster på fasaden. På 1850-talet inreddes magasinen till bostadsrum.
Byggnaden utgjorde Ostindiska kompaniets ekiperingskontor fram till kompaniets konkurs år 1813. Skulptören Märta Taube-Ivarsson, syster till Evert Taube, hade en tid sin ateljé i en av lägenheterna. Byggnaden renoverades år 1966 och planer fanns att det därefter skulle användas som värdshus. Vid renoveringen minimerades påverkan på rumsindelningen och kakelugnarna bevarades. År 1977 hyrdes det ut till Sjöfartsverket och Trollhätte kanalverk. Sedan 1983 håller företaget Klippans Båtmansstation till i byggnaden, då de flyttade från magasinsbyggnaden, nuvarande Sjömagasinet, där de hållit till sedan år 1912, året efter företagets grundande.